# Multiplex Modellsport
Die Firma Multiplex Modellsport ist ein deutscher Modellbau-Hersteller mit Sitz in Bretten. Das Unternehmen beschäftigt sich mit dem Entwurf, der Produktion und dem Vertrieb von ferngesteuerten Modellen. Seit dem Jahr 2002 gehört Multiplex der Hitec Group an, welche so die Marktposition in Europa ausbaute. In Deutschland galt das Unternehmen gemeinsam neben Graupner, Robbe und Simprop zu den Vorreitern der Branche.

## Geschichte

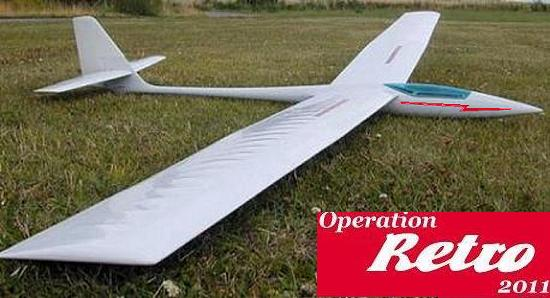
F3B-Segler Flamingo

Am 1. Mai 1958 wurde die Vorgängerfirma S. Kussmaul ing. Kleingerätebau in Niefern durch den Unternehmer Siegfried Kussmaul gegründet. Anfangs fertigte diese RC-Komponenten wie Ein- und Mehrkanal-Tipp-Anlagen im Auftrag anderer Firmen. Aus der „Kleingerätebau“-Firma ging unter anderem die Multiplex Modellsport GmbH & Co. KG hervor, mit dem Ziel, selbst entwickelte Modelle auf den Markt zu bringen.

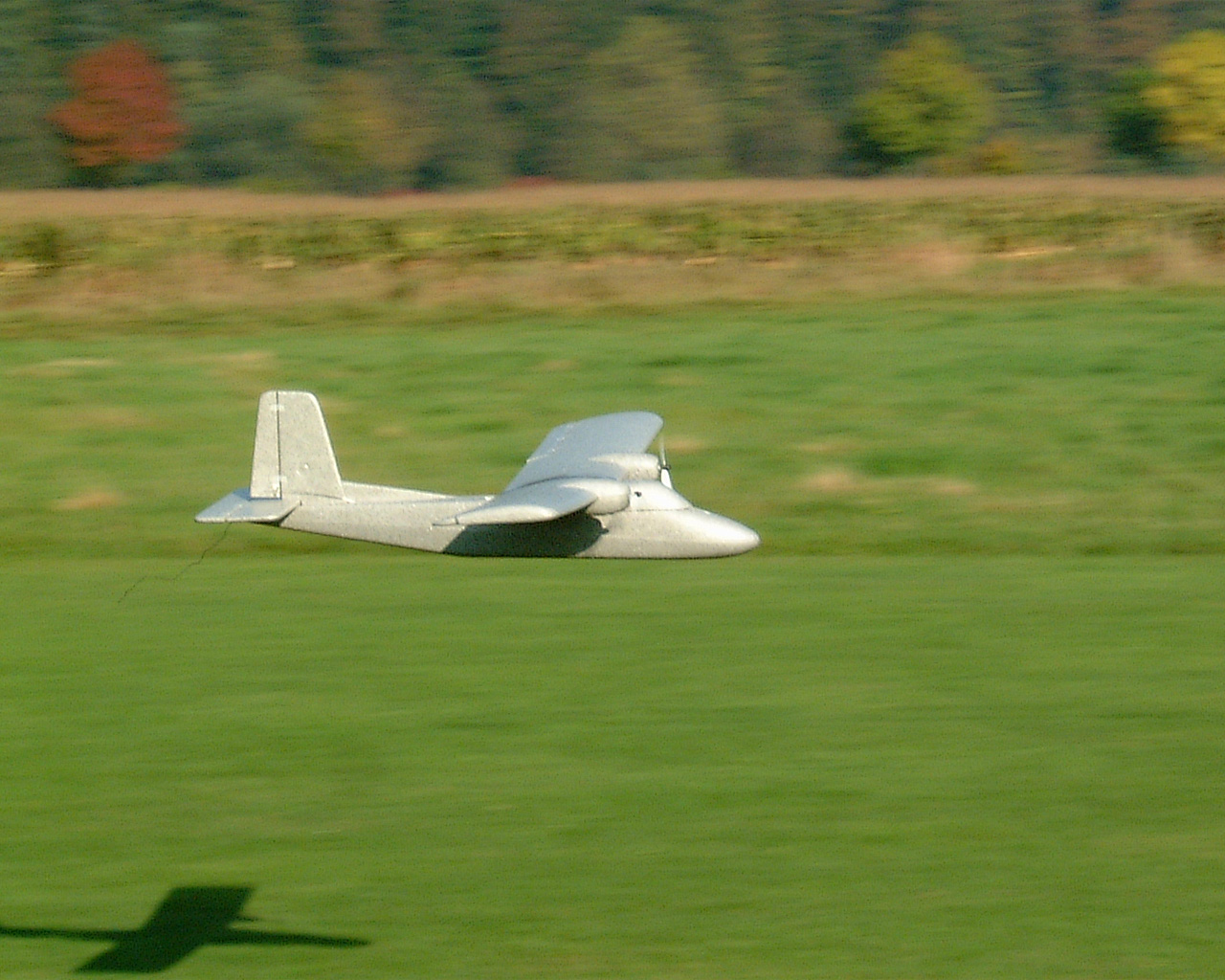
Multiplex „Twin Star“ aus „Elapor“

1963 wurde die Fernsteuerung MPX 101 vorgestellt, die 1966 in Serienfertigung ging und etwa 1600 DM kostete. Eine Besonderheit war das Zeitmultiplex-Verfahren der Fernsteuerung, das im Gegensatz zum ansonsten üblichen Mehrton-Verfahren die Verwendung von vier Kanälen erlaubte. Diese Innovation gab der Firma auch ihren Namen.
Seit den 1970er-Jahren hat Multiplex auch Flugmodelle ins Programm aufgenommen. In der Modellbauszene bekannt wurden vor allem die Segelflugmodelle Fiesta, Flamingo, Alpina (über 10.000 mal produziert) sowie das Arbeits- und Schleppmodell Big Lift.

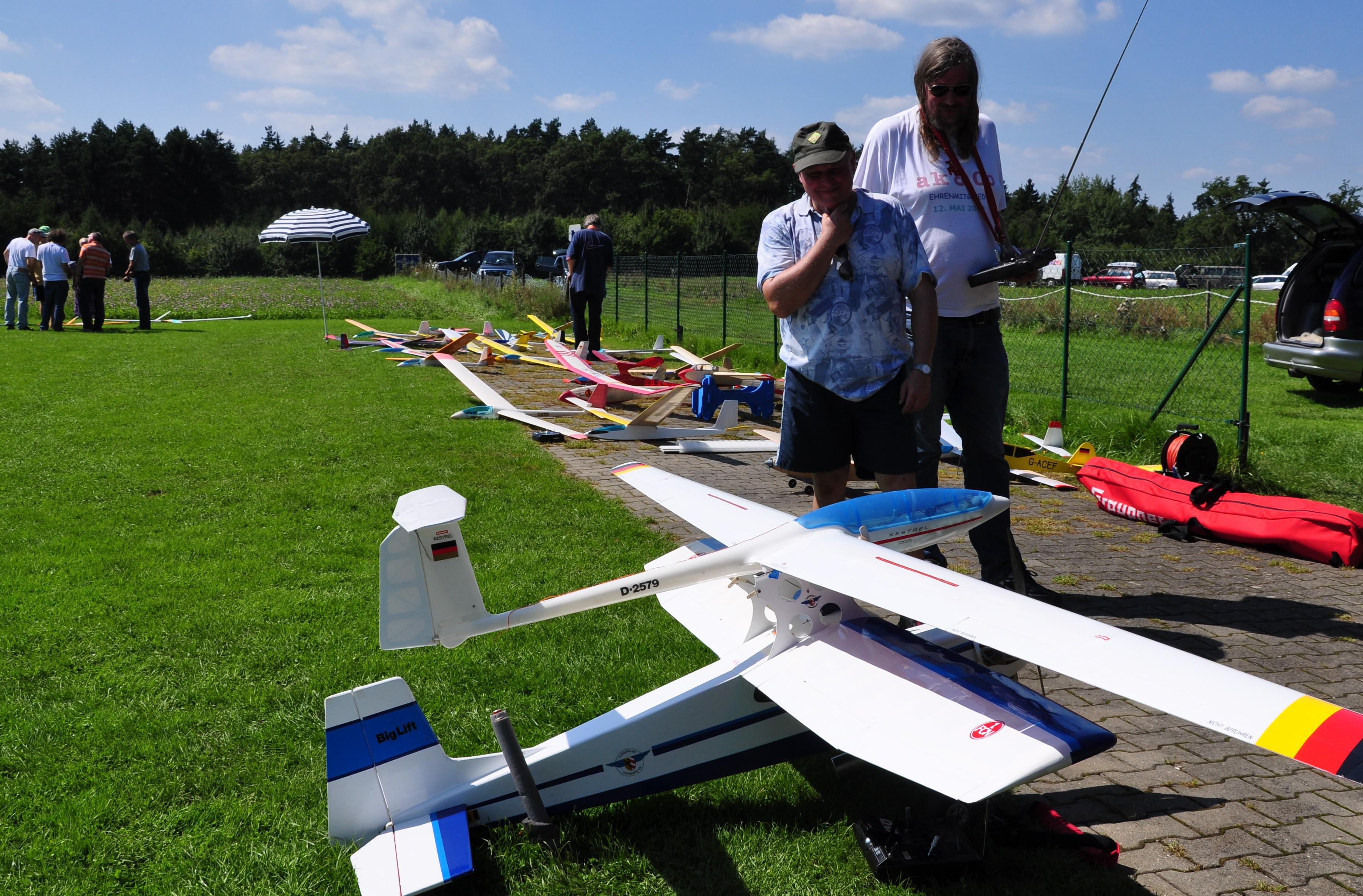
Big Lift mit einer „Kestrel“ (von Carrera) auf dem Huckepackaufsatz.

2002 wurde Multiplex an die Unternehmensgruppe Hitec RCD USA, Inc. verkauft, die sich damit ein europäisches Standbein schuf. Kurz darauf begann Multiplex mit der Einführung von in Formen geschäumten Modellen aus dem Werkstoff Elapor.